# Огольцов Сергій Іванович
Огольцов Сергій Іванович (29 серпня (11 вересня) 1900 або 10 вересня 1900 , Каніно, Рязанська губернія  — 26 жовтня 1976 , Москва ) — діяч радянських органів держбезпеки, генерал-лейтенант (1945), в 1959 році позбавлений цього звання. Депутат Верховної Ради СРСР II скликання.

## Ранні роки
Народився в бідній селянській родині, в 1916 закінчив двокласне міністерське училище, після чого працював учнем канцеляриста, а в грудні 1917 — травні 1918 — секретарем Пригородського волосного виконкому.
У 17-річному віці Огольцов поступив на службу в повітовий відділ ЧК, де зробив швидку кар'єру: працював спочатку слідчим Сапожковської повітової ЧК, секретарем підвідділу по боротьбі зі спекуляцією, в червні 1919 був переведений в Рязанську ГУБЧК, де призначений на посаду оперативного комісара обшуків, а з серпня 1919 — завідувача підвідділом зброї. У 1919 вступив в РКП(б). У вересні 1919 — квітні 1920 обіймав посаду помічника уповноваженого Рязанської ГУБНК по Раненбурзькому повіту. У квітні 1920 року 19-річний чекіст був переведений до Москви і після 2-місячного стажування як комісар обшуків був відряджений в Харківську ГУБНК на посаду оперкомісара, після чого особистим розпорядженням Ф. Е. Дзержинського направлений в Полтавську ГУБНК. У 1920—1921 Огольцов обіймав посаду заступника начальника Полтавської ГУБНК, в 1921—1922 — начальника та уповноваженого НК-ГПУ в Лохвиці Полтавської губернії. Брав участь у ліквідації загонів Нестора Махна, Симоненка, Нестеренка, Альоші Грозного та інших. З 1923 по 1935 Огольцов служив в особливих відділах частин РСЧА в Україні, в січні 1927 закінчив Вищу прикордонну школу ОГПУ.

## В органах
Після створення в 1934 Головного управління прикордонної та внутрішньої охорони НКВС Огольцов протягом 3,5 років служив у різних частинах прикордонних військ: заступник начальника Волочиського ПОГО (прикордонний загін) НКВД з оперативної частини (вересень — грудень 1935), начальник штабу Одеського ПОГО НКВД (1935—1936), начальник 27 Кримського ПОГО НКВД (1936—1938); начальник 4-го Архангельського ПОГО НКВД (1938—1939).
Після приходу Л. П. Берія до керівництва НКВС у 1938 і початком чистки «єжовських» кадрів С.Огольцов 4 березня 1939 був призначений начальником УНКВД по Ленінграду і займав цю посаду до 13 березня 1941. Після поділу в лютому 1941 наркомату на НКВД і НКГБ обіймав посади заступника начальника УНКДБ по Ленінградській області (13 березня — 31 липня 1941), заступника начальника УНКВД по Ленінградській області (серпень 1941 — 28 грудня 1942), начальника УНКВД по Куйбишевській області (28 грудня 1942 — 7 травня 1943), начальника УНКДБ по Куйбишевській області (7 травня 1943 — 22 березня 1944). 22 березня 1944 був призначений наркомом держбезпеки Казахської РСР і займав цю посаду до 4 грудня 1945. На посаді наркома держбезпеки Казахстану брав участь у депортації та розселенні репресованих народів.
В грудні 1945 року Огольцов був викликаний до Москви, де на засіданні політбюро відмовився від поста наркома держбезпеки СРСР, пославшись на брак знань і досвіду. Огольцов зайняв посаду 1-го заступника наркома — міністра держбезпеки СРСР (4 грудня 1945 — 7 травня 1946) при наркомі В. М. Меркулова, а з призначенням на пост міністра В. С. Абакумова Огольцов обійняв посаду заступника міністра держбезпеки СРСР з загальних питань (7 травня 1946 — 26 серпня 1951), члена Бюро з виїздом за кордон і в'їзд в СРСР при РМ СРСР при КІ (з 25 червня 1947).
У січні 1948 року в Мінську Огольцов особисто керував убивством голови Єврейського антифашистського комітету СРСР Народного артиста СРСР Соломона Міхоелса.
З 26 серпня 1951 по 13 лютого 1952 року — 1-й заступник міністра держбезпеки СРСР, в. о. міністра держбезпеки з 4 липня по 9 серпня 1951 — з моменту зняття Абакумова до призначення С. Д. Ігнатьєва.
З 15 лютого по 20 листопада 1952 — міністр держбезпеки Узбецької РСР, з 20 листопада 1952 по 11 березня 1953 — 1-й заступник міністра держбезпеки СРСР. Начальник ГРУ МДБ (5 січня — 11 березня 1953).
Після смерті Сталіна, 2 квітня 1953 Л. П. Берія звернувся з листом до Президії ЦК КПРС на ім'я Г. М. Маленкова про з'ясувані обставини загибелі Народного артиста СРСР Соломона Міхоелса.
Берія заявляв, що МВС вважає за необхідне:
а) заарештувати і притягнути до кримінальної відповідальності заст. МДБ СРСР Огольцова С. І. і колишнього міністра ГБ Білоруської РСР Цанаву Л. Х.,
б) Указ Президії Верховної Ради СРСР про нагородження учасників вбивства Міхоелса і Голубова скасувати.
3 квітня 1953 Огольцов був заарештований за звинуваченням у вбивстві С. М. Міхоелса, але після арешту Берія постановою ЦК КПРС від 6 серпня 1953 звільнений і в січні 1954 звільнений у запас МВС.
14 лютого 1958 Огольцов був виключений з партії Комісією партійного контролю при ЦК КПРС «за грубе порушення соціалістичної законності, в результаті якого були засуджені до вищої міри покарання і тривалих термінів ув'язнення працівники ленінградських вищих навчальних закладів». Постановою РМ СРСР 8 червня 1959 Огольцов був позбавлений звання генерал-лейтенанта.
Похований на Ваганьківському цвинтарі Москви (Саврасівська алея). На могильній плиті вказано, що Сергій Огольцов помер 30 грудня 1976 року.

## Нагороди
- знак «Почесний працівник ВЧК-ГПУ (XV)» 29.08.1936;
- медаль «XX років РККА» 22.02.1938;
- орден Червоної Зірки 26.04.1940;
- орден Червоного Прапора 18.05.1942;
- орден Червоної Зірки 20.09.1943;
- орден Кутузова 2 ступеня 08.03.1944;
- орден Червоного Прапора 03.11.1944;
- орден Леніна 21.02.1945;
- орден Вітчизняної війни 1 ступеня 16.11.1945;
- орден Червоного Прапора 29.10.1948 (позбавлений);
- орден Великої Вітчизняної війни 1 ступеня.